# Jonas Gonçalves Oliveira
Jonas Gonçalves Oliveira (Bebedouro, Brasil, 1 d'abril de 1984) és un jugador de futbol brasiler, que juga com a davanter.
Aquest atacant va ser descobert en el Guarani Futebol Clube de la Sèrie B del Campionat Brasileiro de 2005, torneig en el qual va fer 12 gols. El gener de 2006 es va integrar al Santos FC, on va conquerir el Campionat Paulista de 2006, marcant 4 gols en 5 partits. Després d'una lesió, va haver de ser sotmès a cirurgia al genoll.
El 2007 va marcar 4 gols en el Campionat Paulista on es va consagrar amb el seu equip bicampió.
El 2009, després de viure un terrible partit en la Copa Libertadores, el diari El Mundo Deportivo va arribar a nomenar-lo "pitjor davanter del món". Però el 2010 ell es va refer i 2010 va ser l'any de l'artiller del "Brasileirão" amb 23 gols, va ser inclòs com un dels dos davanters en la selecció del brasileirão 2010 i també va ser un dels tres jugadors que van assolir les puntuacions més altes en la llista de candidats als "Millors de l'any" del Brasil. El València CF va fitxar-lo en gener de 2011 per 1,25 milions d'euros a causa d'una clàusula contractual que li permetia abandonar el seu club per aquesta quantitat.

## València CF
El dia 28 de febrer de 2011, quan jugava el seu segon partit amb l'elàstica valencianista, aconsegueix el seu primer gol com a jugador merengot, en el rebuig, després d'un potent tret de Tino Costa, Marcant l'1-2 definitiu en la victòria del València CF davant de l'Athletic Club a l'Estadi de San Mamés, mentre que el dia 23 d'abril va marcar un altre gol i va donar una assistència davant el Reial Madrid.

## Clubs
| Club                    | País          | Any        | Partits | Gols |
| ----------------------- | ------------- | ---------- | ------- | ---- |
| Guarani FC              | Brasil        | 2005       | 25      | 12   |
| Santos FC               | Brasil        | 2006- 2007 | 47      | 14   |
| Grêmio FC               | Brasil        | 2007- 2008 | 16      | 3    |
| Portuguesa Desportos    | Brasil        | 2008       | 28      | 10   |
| Grêmio                  | Brasil        | 2009- 2011 | 131     | 75   |
| València Club de Futbol | País Valencià | 2011- 2014 | 102     | 35   |